# Regele Elfilor
Regele Elfilor (în engleză: "The King of the Elves") este o povestire fantastică de Philip K. Dick prima oară publicată în numărul din septembrie 1953 al revistei Beyond Fantasy Fiction.

## Prezentare
Shadrach Jones este un bătrân care locuiește și conduce o stație de benzină din orașul fictiv Derryville, Colorado. Deși este un om obișnuit, acesta va ajuta un grup de elfi, fapt care-i aduce titlul de rege al elfilor.

## Ecranizare
În aprilie 2008, Walt Disney Animation Studios a anunțat că are intenția de a reliza un film 3D de animație bazat pe această povestire și intitulat King of the Elves. Inițial s-a avut în vedere ca regizori să fie Aaron Blaise și Robert Walker (cei care au regizat Brother Bear), iar producător să fie Chuck Williams.
Inițial programat pentru lansare în 2012, ulterior s-a anunțat, în decembrie 2009,  că filmul a fost amânat. În iulie 2010, diferite surse au anunțat că filmul King of the Elves este în dezvoltare și că va fi regizat de Chris Williams, regizor al peliculei Bolt. Acesta a fost confirmat și de revista Variety în iunie 2011, de asemenea și un nou scenarist, Michael Markowitz. În decembrie 2013, a fost dezvăluit faptul că Williams s-a alăturat unui alt film Walt Disney Animation, Big Hero 6, ca -regizor.

## Vezi și
- Listă de povestiri după care s-au făcut filme